# Europese kampioenschappen boksen mannen 2013
De Europese kampioenschappen boksen 2013 vonden plaats van 1 tot en met 8 juni 2013 in Minsk, Wit-Rusland. Het door de EUBC georganiseerde toernooi was de 40e editie van de Europese kampioenschappen boksen voor mannen. Er werd door 208 boksers uit 36 landen gestreden in tien gewichtscategorieën.

## Medailles
| Gewichtsklasse              | Goud                   | Zilver            | Brons                                |
| --------------------------- | ---------------------- | ----------------- | ------------------------------------ |
| Lichtvlieggewicht (– 49 kg) | David Ayrapetyan       | Patrick Barnes    | Salman Alizade Jack Bateson          |
| Vlieggewicht (– 52 kg)      | Andrew Selby           | Michael Conlan    | Elvin Mamishzade Ovik Ogannisian     |
| Bantamgewicht (– 56 kg)     | John Joe Nevin         | Mykola Butsenko   | Aram Avagyan Vladimir Nikitin        |
| Lichtgewicht (– 60 kg)      | Pavlo Ishchenko        | Vazgen Safaryants | Dmitry Polyanskiy Miklos Varga       |
| Halfweltergewicht (– 64 kg) | Armen Zakaryan         | Dmitri Galagot    | Artem Harutyunyan Abdelmalik Ladjali |
| Weltergewicht (– 69 kg)     | Alexander Besputin     | Arajik Marutjan   | Pavel Kastramin Bogdan Shelestyuk    |
| Middengewicht (– 75 kg)     | Jason Quigley          | Bogdan Juratoni   | Zoltán Harcsa Ievgen Khytrov         |
| Halfzwaargewicht (– 81 kg)  | Nikita Ivanov          | Peter Müllenberg  | Petru Ciobanu Siarhei Novikau        |
| Zwaargewicht (– 91 kg)      | Alexey Egorov          | Teymur Mammadov   | Emir Ahmatovic Denys Poyatsyka       |
| Superzwaargewicht (+ 91 kg) | Magomedrasul Medzhidov | Sergey Kuzmin     | Joseph Joyce Viktar Zuyeu            |

Bron: EUBC

## Medaillespiegel
| Plaats | Land         | Goud | Zilver | Brons | Totaal |
| 1      | Rusland      | 5    | 1      | 3     | 9      |
| 2      | Ierland      | 2    | 2      | 0     | 4      |
| 3      | Oekraïne     | 1    | 1      | 3     | 5      |
| 4      | Azerbeidzjan | 1    | 1      | 2     | 4      |
| 5      | Wales        | 1    | 0      | 0     | 1      |
| 6      | Wit-Rusland  | 0    | 1      | 3     | 4      |
| 7      | Duitsland    | 0    | 1      | 2     | 3      |
| 8      | Moldavië     | 0    | 1      | 1     | 2      |
| 9      | Nederland    | 0    | 1      | 0     | 1      |
| 9      | Roemenië     | 0    | 1      | 0     | 1      |
| 11     | Hongarije    | 0    | 0      | 2     | 2      |
| 11     | Engeland     | 0    | 0      | 2     | 2      |
| 13     | Armenië      | 0    | 0      | 1     | 1      |
| 13     | Frankrijk    | 0    | 0      | 1     | 1      |
| Totaal | Totaal       | 10   | 10     | 20    | 40     |

Bron: EUBC